# Ayako Murashima
Ayako Murashima (jap. 村島文子 Murashima Ayako; ur. 20 sierpnia 1982) - japońska zapaśniczka w stylu wolnym. Wicemistrzyni Azji w 2005. Szósta w Pucharze Świata w 2004. Brązowy medal na uniwersyteckich MŚ w 2002 i uniwersjadzie w 2005 roku.